# Gaia DR1

Häufung der Objekte am Firmament.
Farbkodierung: Keine/extrem wenig viele Objekte pro Quadratgrad

Gaia DR1 ist ein Sternkatalog von circa 1,1 Milliarden Objekten, der hauptsächlich auf den Beobachtungen der Raumsonde Gaia beruht, wobei ein Teil der Daten aus der Hipparcos-Mission berücksichtigt wurden. Gaia DR1 steht als Abkürzung für Gaia Data Release1, herausgegeben von ESA und DPAC, die erste große Veröffentlichung von Daten am 14. September 2016 im Rahmen von mehreren Veröffentlichungen der Gaia-Mission.

## Datengrundlage
Die Daten von DR1 basieren auf 14 Monaten Beobachtungszeit vom 25. Juli 2014 bis 16. September 2015. Vor der Veröffentlichung mussten die Objekte gewisse Kriterien erfüllen, insbesondere mussten die Daten eine bestimmte Mindestanzahl an Beobachtungen aufweisen und eine statistische Unsicherheit unterschreiten, sodass in bestimmten Bereichen, insbesondere entlang der Ekliptik, deutliche Lücken zu finden sind. Zur Identifikation der Objekte wurde die Initial Gaia Source List verwendet, die aus einer Reihe von Katalogen zusammengestellt ist, die ungefähr den Wissensstand zu Beginn der Mission abbildet.
Eine Beobachtungszeit von etwas mehr als einem Jahr ist zu kurz, um die Eigenbewegung bzw. Winkelgeschwindigkeit sicher von der Parallaxe und von Bewegungen um ein Baryzentrum bei Doppelsternen oder bei Anwesenheit von massereichen Exoplaneten unterscheiden zu können. Somit enthält Gaia DR1 hauptsächlich Objekte mit Positionsdaten und G-Magnituden, also Objekte mit zwei Parametern. Die Epoche für Gaia DR1 ist J2015.0.

## Tycho-Gaia Astrometric Solution (TGAS)
Position, Parallaxe (Entfernung) und Winkelgeschwindigkeit für mehr als 2 Millionen Sterne wurden unter Verwendung von Tycho-Gaia Astrometric Solution (TGAS) ermittelt. Dabei wurden die Positionsdaten aus dem Hipparcos- und dem Tycho-2-Katalog einbezogen und zusammen mit den Positionen von Gaia für die Berechnung der Winkelgeschwindigkeiten und Parallaxen benutzt. Es liegt eine Zeitspanne von ungefähr 25 Jahren zwischen den Daten von Hipparcos bzw. Tycho-2 und denen von Gaia. Dieses ermöglichte die Berechnung der Eigenbewegung mit einer Unsicherheit von wenigen Millibogensekunden pro Jahr. Die in den vorherigen Katalogen berechneten Eigenbewegungen und Parallaxen wurden für TGAS nicht verwendet. Die typische Unsicherheit der Sterne von TGAS ist ± 0,3 Millibogensekunde (mas) für Positionen und Parallaxen und 1 mas pro Jahr für die Eigenbewegungen.
Im Vorfeld von TGAS gab es das Projekt Hundred Thousand Proper Motions (HTPM). Das Projekt sollte zusammen mit den ersten Gaia-Daten für die hunderttausend Sterne des Hipparcos-Katalogs eine Genauigkeit in Rektaszension von 65 μas/Jahr und in Deklination von 48 μas/Jahr für die Eigenbewegung erreichen. Bei Sternen mit bekannter Radialgeschwindigkeit bis auf 1–2 km/s sollte die Genauigkeit 10 μas/Jahr erreichen. Die Ergebnisse sollten dann dazu verwendet werden den Hipparcos-Katalog zu aktualisieren. Mit TGAS war das Projekt obsolet.

## Ergebnis

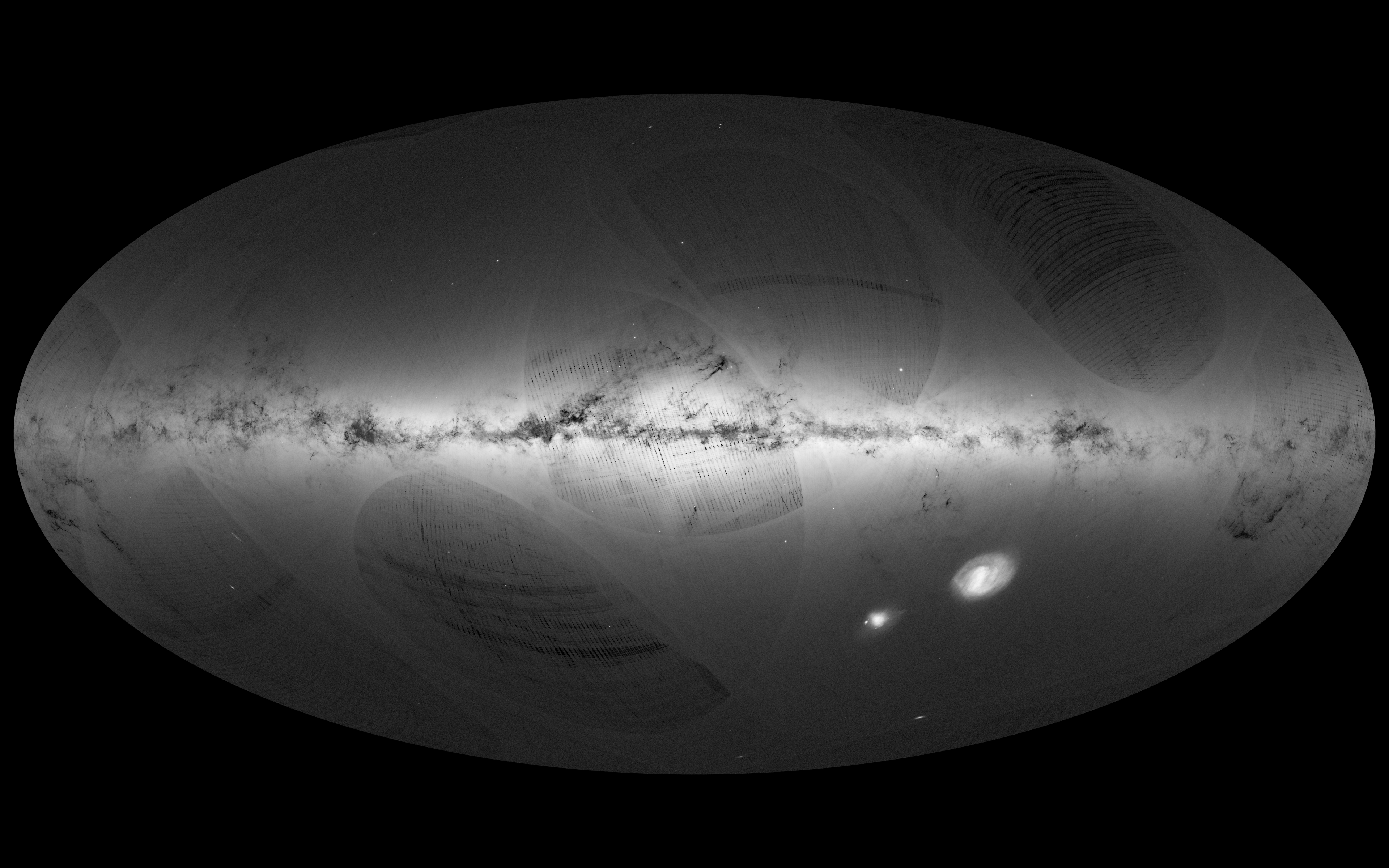
Erste Sternenkarte: Jeder Punkt entspricht der Anzahl und Helligkeit der Objekte

Am 14. September 2016 wurden die ersten größeren, noch unvollständigen Datensätze über 1,1 Milliarden Objekte veröffentlicht (Gaia DR1). 400 Millionen davon waren vorher nicht katalogisiert. Es fehlen Informationen über sehr helle Objekte mit einer Magnitude von G ≲ 7. Insbesondere in Regionen mit hoher Sterndichte fehlen Daten über lichtschwächere Objekte, während in weniger dichten Regionen sogar lichtschwache Objekte mit einer Magnitude G ≥ 20 erfasst wurden. Lichtschwache Objekte in der direkten Nähe von hellen Objekten fehlen manchmal. Objekte mit einer großen scheinbaren Bewegung von {\textstyle \left\vert \mu \right\vert \gtrsim {3,5\,as/Jahr}} fehlen, ebenso sehr rote oder sehr blaue Objekte. Doppelsterne mit einem Abstand von weniger als 4 as sind noch nicht mit optimalem Ergebnis aufgelöst.
Gaia DR 1 enthält Messungen von über 2000 Quasaren aus dem International Celestial Reference Frame, deren Positionen bereits auf 40 Mikrobogensekunden (μas) genau vermessen sind und die als Gaia Celestial Reference Frame 1 (GCRF1) als Bezugsrahmen dienen können.
Alle Daten von DR1 sind unter Angabe der Quelle frei verwendbar und im Gaia-Archiv über das Internet abrufbar.
| Art der Objekte                                                                      | Anzahl                     | verfügbare Daten |
| ------------------------------------------------------------------------------------ | -------------------------- | --- |
| Gesamtzahl der Objekte (zwei Parameter)                                              | 1.142.679.769              | Position (α, δ), G-Band-Magnitude (G)                                                                                            |
| Objekte der TGAS (fünf Parameter) - Davon: Hipparcos - Davon: Tycho-2 ohne Hipparcos | 2.057.050 93.635 1.963.415 | Position (α, δ), G-Band-Magnitude (G), Parallaxe {\displaystyle {\bar {\omega }}}, Winkelgeschwindigkeit (μα, µδ)                |
| Objekte mit Intensitätskurven - davon RR-Lyrae-Sterne - davon Cepheiden              | 3.194 2.595 599            | Position, Intensitätskurven |
| ICRF-Quasare bzw. Gaia Celestial Reference Frame 1                                   | 2.152                      | Position, G-Band-Magnitude Abweichungen: G < 17: ~0,25 mas G = 20: einige mas < 1 mas für 44 % und < 10 mas für 94 % der Objekte |

In der benachbarten, 2,4 Millionen Lichtjahre entfernten Galaxie M33 konnte Gaia ungefähr 40.000 der hellsten von den geschätzten 40 Milliarden Sternen dieser Galaxie verzeichnen.

## Neuentdeckungen
Es wurden nicht nur wie erwartet viele lichtschwache Objekte neu katalogisiert, sondern es konnten auch unerwartete Entdeckungen gemacht werden. Zu den größeren Überraschungen gehört die Entdeckung eines großen Sternhaufens, der zuvor der Beobachtung entgangen war. Mit einer einfachen Zählung der Objekte bezogen auf eine Flächeneinheit, eine Methode, die bereits von Wilhelm und Caroline Herschel angewandt wurde, stellte Sergey E. Koposov im Bereich des Sirius eine signifikante Häufung von Objekten fest. Die Entdeckung sah zunächst aus wie Artefakte, also scheinbare Objekte, die durch die intensive Überstrahlung durch Sirius entstehen, aber die hohe Zahl an gefundenen Objekten entsprach nicht der Menge an Artefakten, die von Sirius erwartet wurden. Der neue Sternhaufen trägt den Namen Gaia 1, ein weiterer neu gefundener Sternhaufen bekam den Namen Gaia 2.

## Hot Stuff for One Year (HSOY)
Die zuvor bekannten Daten zusammen mit den Ergebnissen von Gaia DR1 erlaubten eine Weiterentwicklung der Datenlage zur Überbrückung der Zeit zwischen der Veröffentlichung von DR1 und DR2. Die Daten von Hot Stuff for One Year (HSOY) wurden aus Gaia DR1 Daten und erdgebundener Astrometrie aus dem PPMXL-Katalog auf die gleiche Weise berechnet, wie der PPMXL-Katalog berechnet wurde. Auf diese Weise konnte für 583 Millionen Sterne die Eigenbewegung berechnet werden, und die Werte erreichten die hohe Präzision in der Position von Gaia und dazu Eigenbewegungen mit Präzision von deutlich weniger als 1 bis zu 5 mas/Jahr, je nach Helligkeit und Himmelsposition. Der Katalog enthält keine Parallaxen, somit hat der Katalog vier Parameter.

## Weitere Kataloge
Der erste Katalog Gaia DR1 mit 1,1 Milliarden Objekten wurde am 14. September 2016 veröffentlicht. Der zweite Katalog Gaia DR2 mit 1,7 Milliarden Objekten wurde am 25. April 2018 veröffentlicht.
Der dritte Katalog wurde in zwei Teilen veröffentlicht. Der erste Teil Gaia EDR3 mit 1,8 Milliarden Objekten mit verbesserter Astrometrie und Photometrie kam am 3. Dezember 2020 heraus. Der vollständige Katalog Gaia DR3 erschien am 13. Juni 2022, wegen Verzögerungen aufgrund der COVID-19-Pandemie, ein Jahr später als ursprünglich geplant.
Ein Update namens Gaia FPR (Focused Product Release) wurde am 10. Oktober 2023 veröffentlicht. Die Inhalte sind deutlich verbesserte Daten für Sonnensystemobjekte, Astrometrie und Photometrie des Kugelsternhaufens Omega Centauri mit ca. 500.000 neuen Objekten, Ergebnisse der Analyse von Quasaren und Gravitationslinsen, Analysen von interstellarem Gas und Absorptionslinien, sowie erweiterte Daten für variable Sterne mit langen Perioden.
Gaia DR4 soll die Ergebnisse aus 66 Monaten Beobachtung enthalten, erstmals auch mit einem Katalog von Exoplaneten. Er soll frühestens Mitte 2026 herauskommen. Der letzte Katalog Gaia DR5 soll nicht vor Ende 2030 herauskommen.